# Johan Hadorph
Johan Hadorph (eller Hadorphius), född 6 maj 1630 på Haddorp, Slaka socken i Östergötland, död 12 juli 1693 i Stockholm, var en svensk fornforskare, assessor i Antikvitetskollegium från 1667 och riksantikvarie från 1679. 

## Biografi
Hadorph, som var son till hemmansägaren Nils Jönsson och Anna Hansdotter, studerade vid Linköpings gymnasium, och började 1648 vid Uppsala universitet. 1652 erhöll han kungligt stipendium för fortsatta studier, och blev åtta år senare akademisekreterare. Universitetskansler Magnus Gabriel De la Gardie var ett stort stöd, och hjälpte Hadorph med karriären och med att bekosta fornvården. Hadorph blev 1666 tillsammans med Olof Verelius riksantikvarie, från 1679 ensam innehavare av samma ämbete. 1667 blev Hadorph den förste att inneha ämbetet som assessor i Antikvitetskollegium i Uppsala, vilket grundats samma år, och när det 1692 omorganiserades som Antikvitetsarkivet blev han förste antikvarie.
1668 genomdrev han "Rannsakningarna efter antikviteter", vilket var en inventering som landets alla präster gjorde om de fornfynd som fanns i deras församlingar. Dessa uppteckningar finns bevarade på Kungliga biblioteket. Han utgav flera handskrifter: dikter och rimkrönikor, urkunder och landskapslagar, av vilka de som ännu finns bevarade är ovärderliga. Hadorph var vidare den förste som gjorde arkeologiska utgrävningar på Björkö, känt som Birka.
Hadorph och Olof Rudbeck d.ä. var länge osams på grund av sina olikartade förhållningssätt i fråga om metod och fornforskningens syfte. Han ställde sig skeptisk till Rudbecks fantasifulla och dåligt underbyggda teorier. När det gällde sin egen släkt drog han sig i likhet med många andra dock inte för att genom direkt lurendrejeri bättra på sina anor. På sitt fäderne hänvisade han till en härstamning på Lindsbrosläkten som skall ha varit en adlig ätt. Han försökte även hävda att hans far som skulle ha varit född 1575 fanns med bland hertig Karls hovfolk och undertecknat Uppsala mötes beslut. Hadorph fick dock betydelsefulla elever och efterföljare, som Elias Brenner och Johan Peringskiöld.
Hadorph var flitig som utgivare av äldre, dittills otryckta historiska dokument, bland dessa märks Alexandri Magni historia på svenska rijm (1672), en medeltida dikt om Alexander den store, Stora rimkrönikan, Twå gambla svenska rijmkrönikor (2 band, 1674-76), samt den svenska rimkrönikan om Sankt Olof, Sanct Olaffs saga på sv. rim.. (1675). Andra utgåvor är hans lagutgåvor Dahle laghen (1676), Then gambla Skåne lagh (1676), Gothlandzlaghen (1687), Biarköa rätten... (1687), Wisby stadz lag (1688) samt Then gambla Wijsby siörätt (1697).
En stor samling träsnitt, som föreställde avskrifter av runinskrifter, utgavs först 1750 av Johan Göransson med titeln Bautil.
Han är begravd i Slaka kyrka sydväst om Linköping.

## Forskningsexpeditionerna
Hadorph lät utföra antikvariska expeditioner på den svenska landsbygden, vilket han fortsatte med långt fram på 1680-talet . Han gjorde i varje socken anteckningar om kyrkobyggnaden och inventarier, släktvapen, gravstenar, runstenar och uttydningar av dessa, samt beskrev och noterade andra forntida minnesmärken. Dessa uppgifter som samlades in blev med tiden ytterst värdefullt material för konsthistorien. Av teckningarna av runstenarna lät han göra träsnitt, "så att de icke, såsom ortnamnen, kunde förvridas". Detta blev hans livsgärning och under hans försorg gjordes omkring tusen träsnitt av svenska runstenar.
På resorna i Uppland åtföljdes han av en följeslagare och tecknare, såsom Johan Peringer (Peringskiöld), Petrus Helgonius och Johan Leitz. Peringskiölds huvuduppgift var att avrita runstenar, vilket samlades i hans skissbok Monumenta Runica. På kunglig befallning skulle kyrkliga och världsliga myndigheter betjäna honom. Som ”resehandbok” hade han Ransakningar om Antiqviteterne, en förteckning som socknarna uti landet beordrats uppsätta över sina fornlämningar i bygden. Efter denna visste han vad han skulle finna och sparade på så sätt tid. Dessa började samlas in 1667 och fortsatte ända till 1684, och har blivit en oskattbar källa till förstörda fornlämningar .

### Västgötaexpeditionen år 1669
Johan Hadorph gjorde en antikvarisk resa genom Läckö grevskap år 1669 där han förde anteckningar över allt intressant han såg. I sitt sällskap hade han den unge studenten Elias Brenner och rikskanslern greve Magnus Gabriel De la Gardie. Resan anträddes i oktober och greven var åtminstone med till en början. Man besökte alla sockenkyrkor i Åse, Kållands och Kinnefjärdings härader och gjorde avritningar av dessa. Även fornlämningar och runstenar avbildades och dokumenterades. Trots den sena årstiden och vädret hade man tid att på återvägen att stanna i Skara, Vadstena och Linköping för att avrita gravstenar. Vid hemkomsten till Uppsala den 17 december skrev Hadorph till greve Magnus att han inom grevskapet med stor fägnad funnit 35 runstenar. I juni 1671 återkom han och fortsatte sina undersökningar.

### Resor i Uppland
Från år 1676 företogs allt fler resor i Uppland. Mera allmänna uppgifter om dessa resor är annars knapphändiga. En incident som han omtalar är när han klagade hos ärkebiskopen, att han på grund av gammalt groll haft en obehaglig kontrovers med doktor Petrus Rudbeckius, när han efter en fullbordad resa i Norunda och Rasbo härader skulle ta sig till Hagunda härad år 1680. 
I maj 1681 gjorde han undersökningar i Lagunda härad och Åsunda härad. Året därpå i maj var han i Sollentuna härad och på hösten i Ärlinghundra härad och sen Håbo härad. Vid år 1684 har han antecknat, att det då fanns 497 runstensavbildningar färdiga, inberäknat dem han gjort i Västergötland, Närke, Örbyhus län och Roslagen. Samma år anträdde han en forskningsresa genom delar av Östergötland. Våren 1685 begärde han en rannsakning om runstenar av landshövdingen i Västerås då han nu ämnade sig dit. Efter åtskilliga forskningsresor i Uppland begav han sig åter till Västergötland år 1687 och Gästrikland år 1689. Men på grund av sin ålder och hälsa upphörde denna verksamhet och han gick ur tiden 1693.

### Syfte och resultat
Syftet med resorna var att samla in material till de stora arkeologiska verk han planerade. Runverket skulle omfatta runstensavbildningarna. Gravstenarna skulle tryckas i Om dhe gambla Swenskes och Göthers Begrafningar med några Konungars och förnäme Mäns Grafwåedar och Monumenta efter det sätt i Ordning stält. Vapenbilderna skulle användas till ett genealogiskt arbete över högättade släkter, Genealogicum opus Illustrium Familiarum. Teckningarna av kyrkor var tänkt att ges ut i en Descriptio Ecclesiarum & Templorum. Men av allt detta kom inget ut i tryck. År 1692 stod det klart att runskrifterna, Runographia, ej skulle publiceras. Träsnitten vore dock färdiga och samlades i Peringskiölds Monumenta Sveo-Gothica, för att först 1750 publiceras av Göransson. Gravstensavbildningarna, Sepultura, var färdiga för att tryckas år 1690 men blev heller inget av trots kontrakt. Även dessa ingår i Monumenta men själva stockarna är numera förlorade. Bland kyrkorna kom några ritningar av Västgötakyrkorna att användas av Erik Dahlberg i sitt Svecia-verk. Avbildningarna av kyrkorna i Uppland samlades i två foliovolymer Afritningar af kyrkor och kyrko-vapen i Upland på Kungliga biblioteket. De reseanteckningar som fördes och anteckningar från andra landskap inbands senare i Johan Peringskiölds Monumenta. 
Materialet från Västergötland samlades i Monumenta Sviogothica Vol. 9. Denna innehåller reseanteckningarna från 1669 med tillägg från 1671, och upptar 22 blad, samt en mängd teckningar av kyrkor i Skaraborgs län, 42 inom Läckö län, samt avbildningar av runstenar, inskriptioner på kyrkklockor, ättevapen m.m. Dessa reseanteckningarna kom först ut i ett redigerad tryck år 1901.
Till skillnad från andra fornforskare i samma tid var han oerhört kritisk och ogillade verk såsom Atlantican och de i Svecia antiqua överdriva framställningarna.

### Hadorphsvägen i Norra Ängby
Hadorphsvägen i Norra Ängby, Bromma, är uppkallad efter Johan Hadorph (1630–1693). Namnet Hadorphsvägen tillkom 1931 och tillhör kategorin "nordisk forntid och fornforskning", eftersom Johan Hadorph var riksantikvarie och initiativtagare till "Rannsakningar efter antikviteter". Han var också "Sveriges förste arkeolog", enligt Namnberedningen (NB) och han företog på 1680-talet den första vetenskapliga undersökningen av Björkö. Inom stadsdelen Norra Ängby finns många fornlämningar, bl.a. gravfält från järnåldern och en runsten.

### Redaktör
- Alexandri Magni historia på swenska i rijm aff latinen in på wårt språåk wänd och bekostat, genom ... hr : Boo Jonszon .... Wijsingzborg. 1672. Libris 19655895 - Fulltext: Kungl. Biblioteket - Litteraturbanken.
- Messenius, Johannes (1674-1676). Twå gambla swenske rijm-krönikor, then förre kort och innehåller sextijo twå Swea och Götha konungar ... then andra widlyfligh och beskrifwer tiugu twå konungars lefwerne och bedriffter ... 1-2. Stockholm. Libris 2048730
- Sanct Olaffs saga på swenske rim ... item några norske foreningar medh Swerige, eller hÿllnings bref på k. Carl Cnütson sampt någre erchiebiskopsstadgar i Upsala för Iemteland och andra bref uplagde i Stockholm. Stockholm. 1675. Libris 2518438
- Schefferus, Johannes (1684). Joannis Schefferi Argentoratensis Breviarium politicorum Aristotelis : cui accedit ejusdem Consilium de studiis in philosophia practica historia recte instituendis /nunc primum edita sumptibus Joh. Had[orphii]. Holmiæ. Libris 2519651
- Stiernhielm, Georg (1685). Georg Stiernhielm Anticluverius sive scriptum breve, Johanni Cluverio ... oppositum : gentis gothicæ originem et antiquissimam in Scandia vel Scandinavia sedem vindicans : ut & ejusdem De hyperboreis dissertatio brevis. ; Opuscula posthuma indice aucta. Holmiæ. Libris 19655900 - Fulltext: Kungl. Biblioteket - Litteraturbanken.

### Lagsamlingar
- (Skånelagen) Then gambla Skåne lagh, som i forna tijder hafwer brukat warit, och nu aff ett gammalt pergamentz ... Stockholm: Johann Georg Eberdt. 1676. Libris 1976590
- (Dalalagen) Dahle laghen, then i forna tijder hafwer brukat warit öfwer alla Dalarna och them som in om Dala råmärken bodde : nylig igenfunnin vthi ett gammalt ms.to sampt nu medh summarier och concordantier uplagd med Hans Kongl. May:tz egen bekostnat. Stockholm. 1676. Libris 2516609
- Biärköa rätten : thet är then äldsta stadz lag i Sweriges rjke, först brukat i Biörköö många hundrade åhr sedan ; men af Byrger järl sedermera något tilökt åhr 1254 och Stockholms stad gifwen ; nu först på gammalt pergament igenfunnen och vplagd ... Stockholm. 1687. Libris 12037457
- (Gutalagen) Gothlandz-laghen på gammal göthiska, med en historisk berättelse wid ändan, huruledes Gothland först är vpfunnit och besatt ... : med nu brukelig swensk vthtolkning och fullkomligit register på alla dhe måål i thenne lagbook finnes. Stockholm: Henrick Keyser. 1687. Libris 2516610
- (Visby stadslag) Wisby stadz lag på Gotland, såsom, then i forna tijder giord, och sedan af swenske konungar och regenter, ... stadgat, förbättrat och stadfäst är. Stockholm: Hendrick Keyser. 1688. Libris 2516632
- (Visby sjörätt) Then gambla Wijsby siö-rätt fordom på göthiska : sammansatt af dhe förnämste kiöpmän och skieppare i Wijsby, at bruka för rätt lag uthi stora siön emillan skieppare, kiöpmän, ... ; förra uthrijkes på åtskillige orter tryckt uppå gammal och ny tyska, hollendska och engelska; men nu först på wårt swenska språk med några åthskillnader och ett kort register ; uplagd med Hans Kongl. May:tz bekostnat. Stockholm. 1689. Libris 12339457. http://urn.kb.se/resolve?urn=urn:nbn:se:umu:eod-3

### Rannsakningar efter antikviteter
- ”Rannsakningar om antikviteterna 1667—84. Östergötland. Medd av C. M. Stenbock”. Meddelanden från Östergötlands fornminnes- och museiförening 1913-14:  sid. 23–51. 0281-7446. Libris 10371253
- Rannsakningar om antikviteter i Södermanland 1667-1686  / utgivna av Ivar Schnell och Carl-Ivar Ståhle. Sörmländska handlingar, 0346-8097 ; 5. Nyköping: Södermanlands hembygdsförbund. 1938. Libris 847852
- Den första fornminnesinventeringen i Småland : prästerskapets rannsakningar om gamble antiquiteter och monumenter 1667-1690 / med inledning och kommentar av Paul Wilstadius. Småländska hembygdsböcker, 99-0556073-4 ; 7-9. Växjö. 1940-1942. Libris 421688
  -  1, Kronobergs län. Småländska hembygdsböcker, 99-0556073-4 ; 7. 1940. Libris 421689
  -  2, Kalmar län. Småländska hembygdsböcker, 99-0556073-4 ; 8. 1941. Libris 421690
  -  3, Jönköpings län. Småländska hembygdsböcker, 99-0556073-4 ; 9. 1942. Libris 421691
- Rannsakningar efter antikviteter. Stockholm: Kungl. Vitterhets-, historie- och antikvitetsakad. 1960-1998  / på Akademiens uppdrag utgivna under redaktion av Carl Ivar Ståhle. Libris 8206632
  -  Band 1, Uppland Västmanland, Dalarna, Norrland, Finland, Häfte 1, Text / utg. av Ingemar Olsson, Nils Gustaf Stahre och Carl Ivar Ståhle. Stockholm: Kungl. Vitterhets-, historie- och antikvitetsakad. 1960. Libris 8206633
  -  Band 2, Södermanland, Närke, Värmland, Västergötland, Östergötland, Gotland, Häfte 1, Text / utg. av Ingemar Olsson, Nils-Gustaf Stahre och Carl Ivar Ståhle. Stockholm: Kungl. Vitterhets-, historie- och antikvitetsakad. 1969. Libris 418817
  -  Band 3, Öland, Småland, Blekinge, Halland, Skåne, Häfte 1, Text / under redaktion av Carl Ivar Ståhle och Nils-Gustaf Stahre. Stockholm: Kungl. Vitterhets-, historie- och antikvitetsakad. 1992. Libris 418818. ISBN 91-7402-222-9
  -  Band 4, Ortnamns- och personnamnsregister / utgivet av Nils-Gustaf Stahre. Stockholm: Kungl. Vitterhets-, historie- och antikvitetsakad. 1998. Libris 418819. ISBN 91-7402-281-4